# Kazimierz Burnat
Kazimierz Burnat (ur. 1 lipca 1943 w Szczepanowicach) – polski poeta, tłumacz, publicysta, dziennikarz, animator ruchu literackiego. Tłumaczony na 43 języki, m.in. angielski, ukraiński, wietnamski, chiński, mongolski, szwedzki, serbski, łotewski.

## Życiorys
Absolwent Uniwersytetu Wrocławskiego i Akademii Ekonomicznej we Wrocławiu.
Opracował i opatrzył w posłowie lub wstęp osiemdziesiąt różnych książek. Przełożył tomy poetyckie: z języka czeskiego – Śladami cieni (2009) Vĕry Kopeckiej; z języka ukraińskiego – Pogwar dzikiego stepu (2009), Przecieka piasek między palcami (2012) Jurija Zavgorodnego; Na linii oddechu (2018) Switłany Bresławskiej oraz Książę rosy (2020) Tarasa Melnyczuka i Apostołowie XX stulecia (2020). Ponadto wiersze w jego przekładzie w tych językach oraz węgierskim ukazały się w ponad 50 antologiach.
Współautor ponad trzystu czterdziestu antologii, almanachów i monografii wydanych w kraju i za granicą. Autor esejów i wielu artykułów publicystycznych. Instruktor warsztatów literackich, juror konkursów.

## Działalność społeczna i zawodowa
Prekursor harcerstwa dla młodocianych przestępców, były żołnierz „Czerwonych beretów”. Był dyrektorem w ZZSD „Polar” oraz kilku spółkach prawa handlowego. W latach 1995–2004 wiceprezes, a 2004–2015 prezes Grupy Literackiej „Dysonans”; 2006–2011 redaktor naczelny pisma społeczno-kulturalnego „Bez kurtyny”. Będąc szefem Bractwa Artystycznego przy Fundacji „Dla Dobrych Dzieł” we Wrocławiu jest animatorem ruchu literackiego w środowiskach wiejskich i osiedlowych.
Organizator lub współorganizator przedsięwzięć kulturalnych (Międzynarodowy Festiwal Poezji „Poeci bez granic” w Polanicy-Zdroju, Głogowskie Konfrontacje Literackie, Lekcje Poezji w Wałbrzychu, Świnoujściu…). Aktywny uczestnik wielu ogólnopolskich i międzynarodowych spotkań oraz festiwali literackich. Od 2011 r. współorganizator, a od 2014 r. organizator Międzynarodowego Festiwalu Poezji „Poeci bez granic” w Polanicy-Zdroju. Skutecznie współpracuje z różnymi środowiskami kulturalnymi w kraju, ze szczególnym uwzględnieniem małych ojczyzn. Promuje debiuty, podejmuje działania inspirujące dzieci i młodzież do twórczego rozwoju. 
W latach 2007–2015 był przewodniczącym Głównego Sądu Koleżeńskiego Związku Literatów Polskich; 2011–2014 wiceprezes, a od 2015 r. prezes Dolnośląskiego Oddziału ZLP we Wrocławiu oraz członek prezydium Zarządu Głównego ZLP – przewodniczący Komisji Kwalifikacyjnej. Członek Społecznej Rady Kultury przy Marszałku Województwa Dolnośląskiego, Stowarzyszenia Kultury Europejskiej i Członek Stowarzyszenia Dziennikarzy RP.

## Nagrody i odznaczenia[1]
- odznaka „Zasłużony Działacz Kultury” (2002),
- Medal za Zasługi dla Kultury w Wojsku Polskim (2003),
- Nagroda Październikowa Wrocławia (2006),
- Wielki Laur Międzynarodowej XVI Galicyjskiej Jesieni Literackiej (2006)
- wyróżnienie Międzynarodowego Listopada Poetyckiego w Poznaniu za najlepszą książkę poetycką 2006 roku (Przenikanie)
- odznaka honorowa „Zasłużony dla Kultury Polskiej” (2009).
- Medal Labor Omnia Vincit (2011).
- dwukrotnie odznaka honorowa Narodowego Związku Pisarzy Ukrainy (2013)[3] i (2015)[4],
- Odznaka Honorowa Złota Zasłużony dla Województwa Dolnośląskiego (2013),
- Złoty Krzyż Zasługi (2013).
- Brązowy Medal „Zasłużony Kulturze Gloria Artis” (2016)[5].
- Nagroda Literacka im. Jurija Janowskoho (Neczaiwka 2018).
- Nagroda im. Jarosława Iwaszkiewicza za upowszechnianie literatury współczesnej (2019).
- Międzynarodowa Nagroda Literacka im. P. Kulisza za wieloletnią współpracę z ukraińskimi pisarzami, popularyzację literatury ukr. w Polsce oraz za książkę „Iluzja wieczności” (2020).
- Międzynarodowa Nagroda Literacka im. Hryhorija Skoworody za książkę „Apostołowie ХХ stulecia” (2021).
- Nagroda Literacka im. Tarasa Melnyczuka za przekład książki „Książę rosy” (2021).
- Nagroda Marszałka Województwa Dolnośląskiego za wybitne osiągnięcia w dziedzinie kultury (2022).
- Srebrny Medal „Zasłużony Kulturze Gloria Artis” (2022)[6][7].

## Publikacje autorskie[1][8]
- W kolejce po, Wrocław [nakł. autora]; Bydgoszcz, Margrafsen, 1995, red. i posł. Marek Garbala, ISBN 978-83-904501-1-7.
- Cichnące, Wrocław, Oficyna Wydawnicza „Atut”, 2003 ISBN 978-83-89247-33-9.
- Przenikanie, Wrocław, Wydawnictwo Literacko-Edukacyjne Artis, 2006. Red. i posł. Dariusz Tomasz Lebioda. ISBN 978-83-60704-03-5.
- Am Rande des Erwachens / Na skraju przebudzenia, Wrocław, Wydawnictwo Eurosystem, 2007. Przekł. na niemiecki Ilse Lehmann, Jolanta Weinberger. ISBN 978-83-924102-9-4.
- Za obzor (Za widnokręgiem), Broumov, Agentura pro rozvoj Broumovska 2008. Przekł. na czeski Věra Kopecká. ISBN 978-80-254-1619-8.
- Вивернути час на ліву сторону (Odwrócić czas na lewą stronę), Kijów, „Zadruga”, 2008 ISBN 978-966-432-046-4.
- Wiew przeznaczenia, Wrocław, Wydawnictwo Literacko-Edukacyjne Artis, 2008. ISBN 978-83-60704-16-5.
- Żar zmierzchu, Wrocław: Wydawnictwo Eurosystem, 2010 ISBN 978-83-61348-36-8.
- Morgondagens viskning (Szept jutra), Västerås Szwecja, Faun Förlag, 2011. Wybór i tłum. na szwedzki Bożena Jakubowicz-Zayer, korekta Christian Malmgren ISBN 978-91-86033-59-0[9]
- Podniebienie niebios Wrocław, Wydawnictwo Eurosystem, 2012. ISBN 978-83-61348-61-0.
- Miris večeri, Knaževac Serbia. Kniževni Klub Branko Milković 2013. Przekł. na serbski Olga Lalić-Krowicka ISBN 978-86-6001-066-9.
- Krēslas karstums, Ryga Łotwa, Apgāds Daugava, 2015. Przekł. na łotewski Dagnija Dreika. ISBN 978-9984-41-078-4.
- Sycenie nieznanym, Wrocław, Wydawnictwo Eurosystem, 2016. ISBN 978-83-61348-84-9.
- Wiew przeznaczenia (II wydanie), Wrocław, Wydawnictwo Eurosystem, 2016 ISBN 978-83-61348-90-0.
- Żar zmierzchu (II wydanie), Wrocław, Wydawnictwo Eurosystem, 2016 ISBN 978-83-61348-91-7.
- Podniebienie niebios (II wydanie), Wrocław, Wydawnictwo Eurosystem, 2017 ISBN 978-83-61348-94-8.
- Przenikanie (III wydanie) Wrocław, Wydawnictwo Eurosystem, 2017 ISBN 978-83-61348-93-1.
- Ілюзія вічності, Iwano-Frankiwsk, Wydawnictwo Місто НВ, 2018 ISBN 978-966-428-573-2.
- Sycenie nieznanym (II wydanie rozszerzone), Wrocław, Wydawnictwo Eurosystem, 2018 ISBN 978-83-949540-3-1.
- W przestwór, Wrocław, Drukarnia IBiS, 2022 ISBN 978-83-957224-4-8.
- W przestwór (II wydanie), Wrocław 2023, Drukarnia IBiS.